# Meisjes van dertien
Meisjes van dertien is een single van Paul van Vliet uit 1970. Het liedje is afkomstig van het album naar zijn gelijknamige theatervoorstelling Een avond aan zee met Paul van Vliet. 
Van Vliet schreef het liedje met in zijn hoofd een voormalig buurmeisje. Zij werd op dertienjarige leeftijd slungelig, hetgeen Van Vliet weergeeft met de tekst "wapperende voeten". De benen worden langer zonder dat de hersenen daar al op ingesteld zijn, dus stoten de meisjes zich overal aan. De muziek is van de toen vaste begeleider van Van Vliet Rob van Kreeveld. Deze legde later uit dat het componeren van de muziek bij een lied van Van Vliet vrij eenvoudig is. Van Vliet schrijft al in een strakke metriek. Van Vliet schreef in 2003 een vervolg op dit lied; Meisjes van dertig. De meisjes hebben dan geen wapperende voeten meer, maar rusteloze benen.
De B-kant De Hollander is geschreven door Paul van Vliet en Koos Visser en werd opgenomen tijdens een optreden in het Kurhaus in Scheveningen, de plaats waar ook Een avond aan zee naar verwijst. De Hollander gaat over de stijve jaren vijftig en zestig binnen fatsoenlijk Nederland, doe normaal dan doe je al gek genoeg ("Ah joh, doe niet zo gek") en zuinigheid ("Maar wat koop je daar nou voor").
Op beide liedjes werd Van Vliet begeleid door Van Kreefeld (piano), Koos Serierse (bas), Joop Scholten (gitaar) en Peter Ypma (drumstel).
Hoewel of doordat de lp de goudstatus bereikte, stootte de single niet door vanuit de tipparades naar de Nederlandse hitparades. 